# Hôtel de La Salle à Reims
Pour les articles homonymes, voir Hôtel de la Salle.
L'hôtel de La Salle, est un ancien hôtel particulier du XVIe siècle, situé rue du Docteur-Jacquin à Reims. Cette demeure est la maison natale de saint Jean-Baptiste de La Salle, fondateur au XVIIIe siècle de l'institut des Frères des écoles chrétiennes.
L'hôtel fait l'objet d'un classement au titre des monuments historiques depuis le 3 avril 1920.

## Caractéristiques

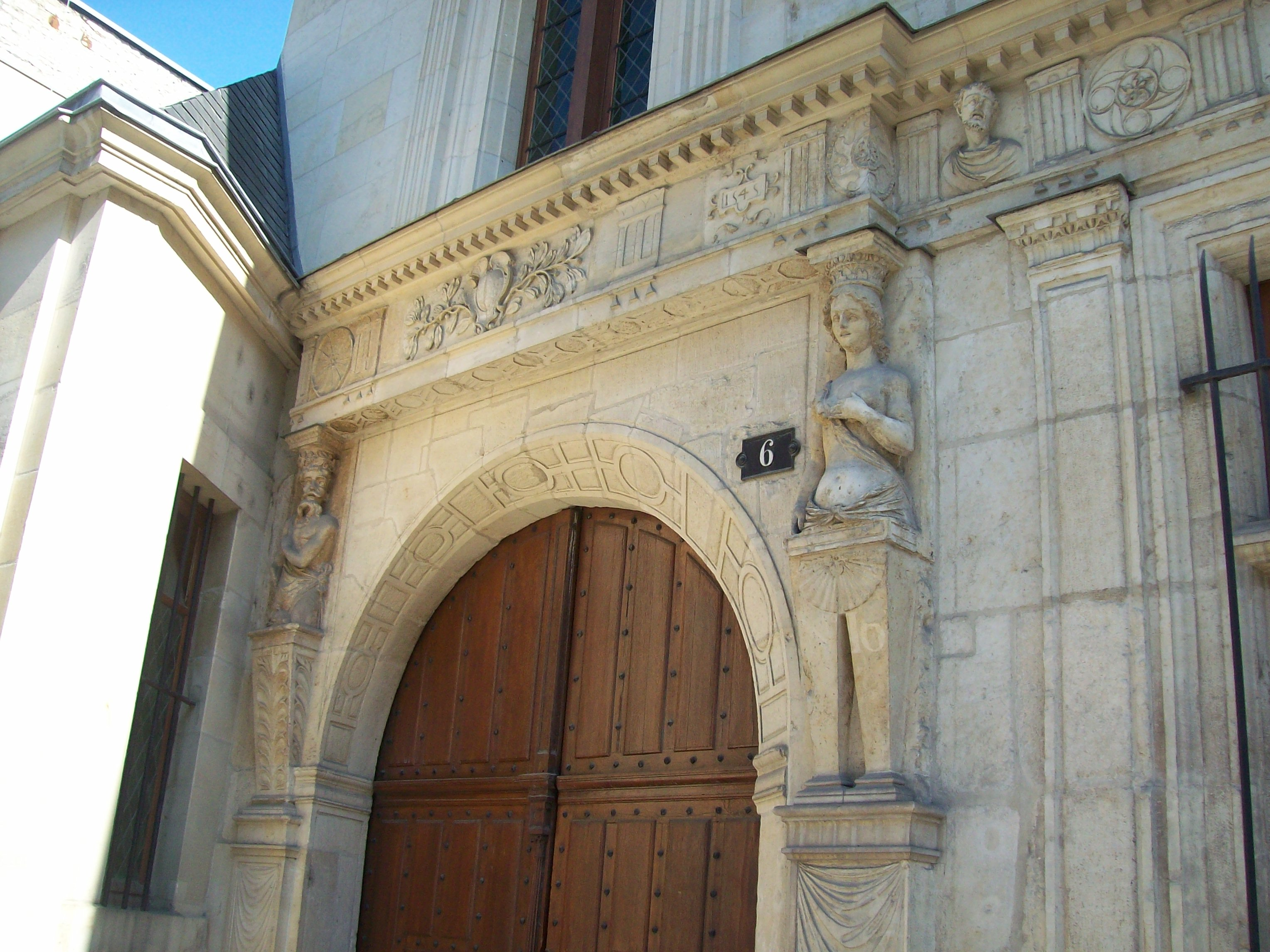

L'hôtel de La Salle témoigne de la période de la renaissance avec un style architectural, inspiré de l’antiquité. Les pilastres de la façade sont doriques au rez-de-chaussée et ioniques à l'étage. La cour intérieure présente toujours un escalier à vis, conduisant aux étages, coiffé par une tourelle en brique datant de 1556-1557. Le décor de la cour rappelle les pilastres cannelés et la frise à triglyphes de la façade.

## Historique

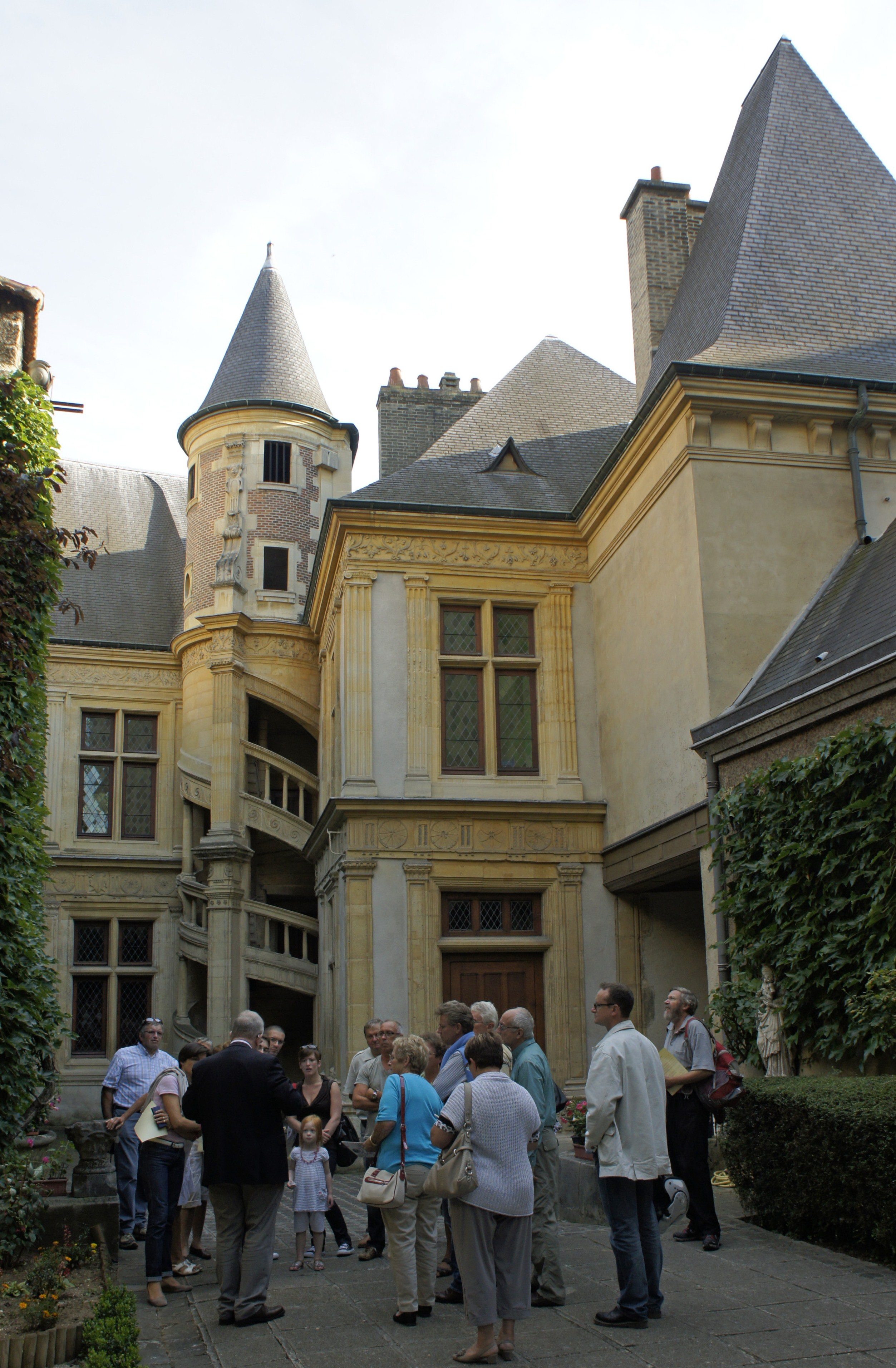
la façade donnant sur la cour lors d'une journée du patrimoine.

L'Hôtel fut édifié à partir de 1545 par Henri Choilly, bourgeois de Reims et riche négociant en drap. Il porta des noms successifs : Hôtel des Sacqs de la Hérissandière, Hôtel de la Cloche Perce, avant sa dénomination en mémoire de la famille qui l’acheta en 1609. 
En 1650, cette demeure abritait toujours la famille de La Salle, famille de nobles magistrats. Louis de La Salle, conseiller du roi au présidial de Reims, avait pour épouse Nicolle Moët de Brouillet, fille d'un autre conseiller. Et, le 30 avril 1651 naquit l’aîné de leurs dix enfants, Jean-Baptiste. C'est ici qu'il passa ses treize premières années de 1651 à 1664. Devenu un brillant chanoinede la Cathédrale de Reims, Jean-Baptiste de La Salle, abandonnera sa charge et sa fortune pour se consacrer à l’apostolat scolaire pour les plus défavorisés, en fondant l'institut des Frères des écoles chrétiennes.
L'édifice bombardé et incendié en 1914-1918, doit sa survie et sa restauration au propriétaire d'alors, Jean Lhose, directeur de la Maison de Biscuits de Champagne Fossier qui y avait son siège social et sa fabrique. La maison a été soigneusement restaurée en 1920 par Marc Margotin et Louis Roubert.
En 1952, une statue de saint Jean-Baptiste de La Salle a été placée dans une niche de la façade.
Actuellement, les Frères y disposent d'un centre de recherches doté d'une bibliothèque. Depuis mai 2015, à l'issue d'une importante campagne de restauration engagée en 2014, un nouveau parcours muséographique présente l'histoire de l'institut des Frères des écoles chrétiennes et de leur fondateur.

## Galerie d'images

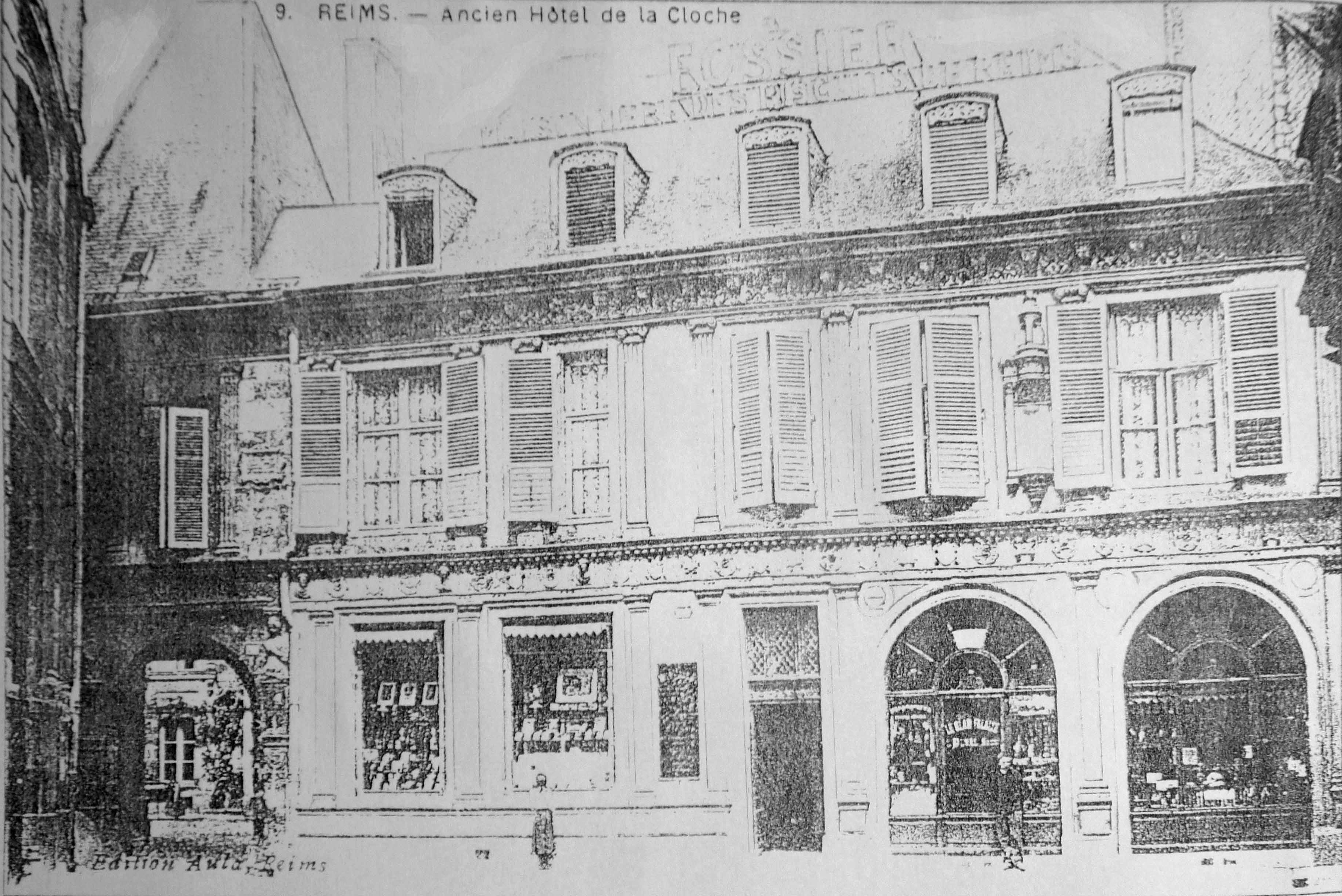
Avant les destructions de la Grande Guerre,
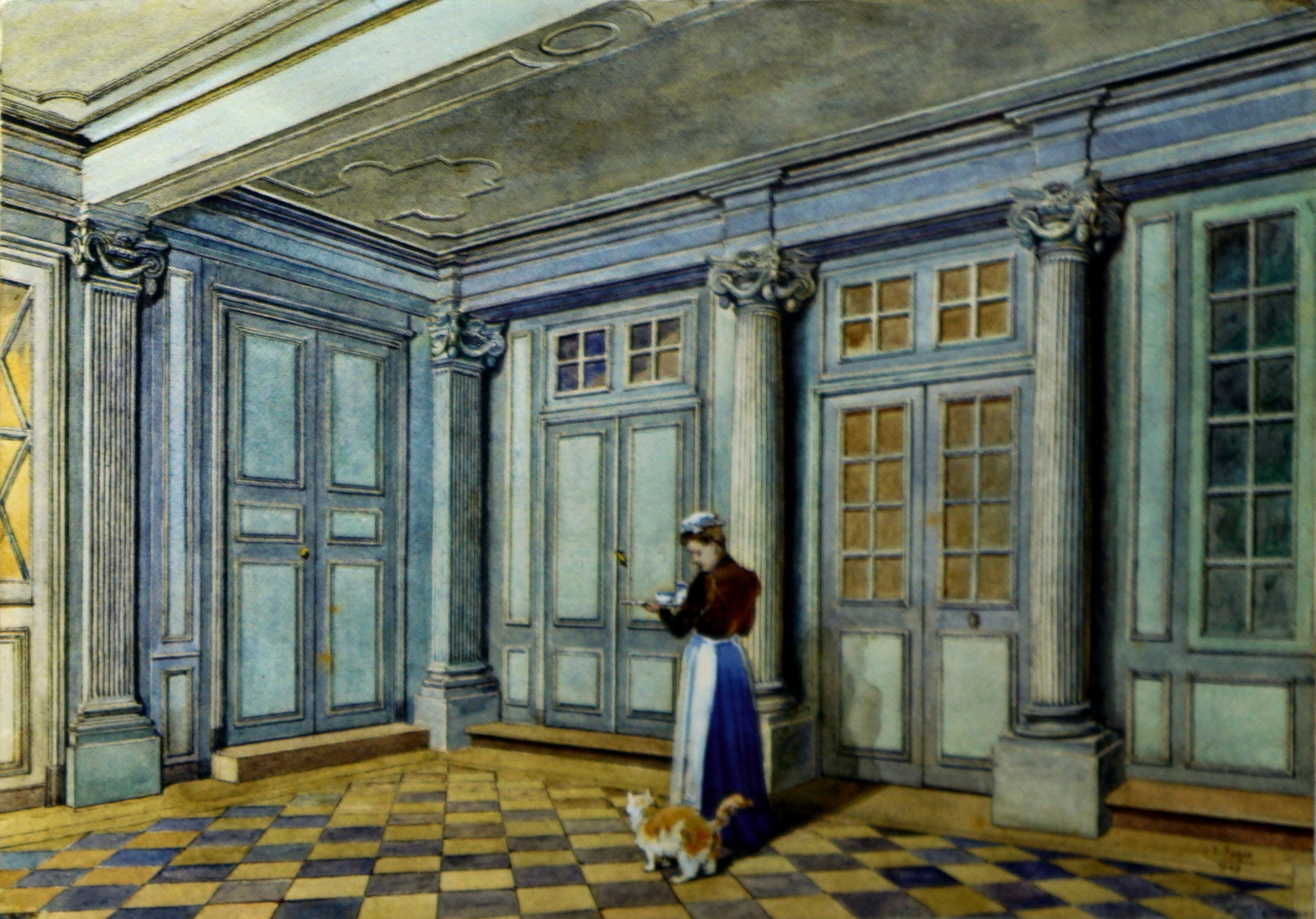
salle en 1910 par Eugène Auger,
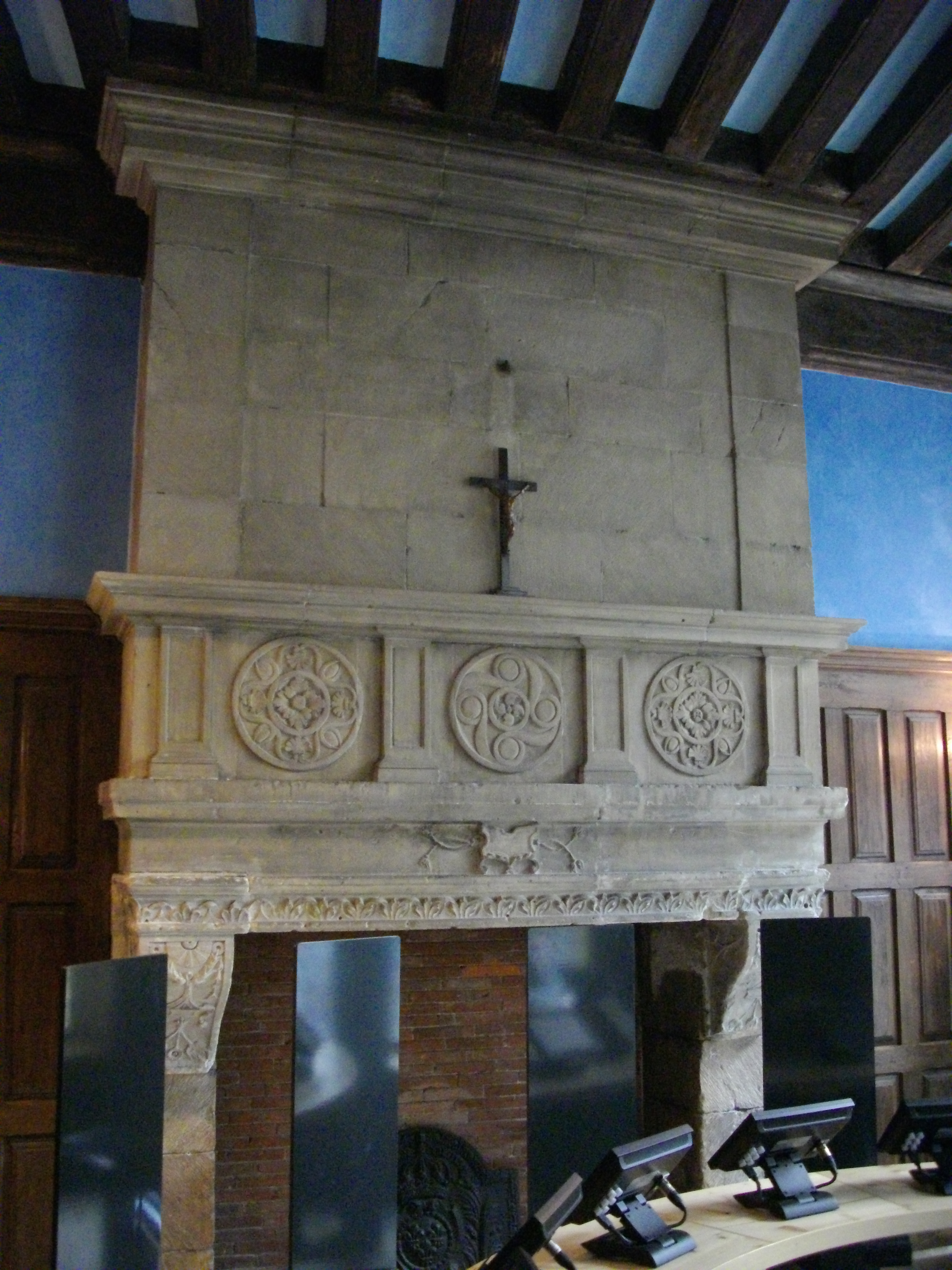
cheminée,
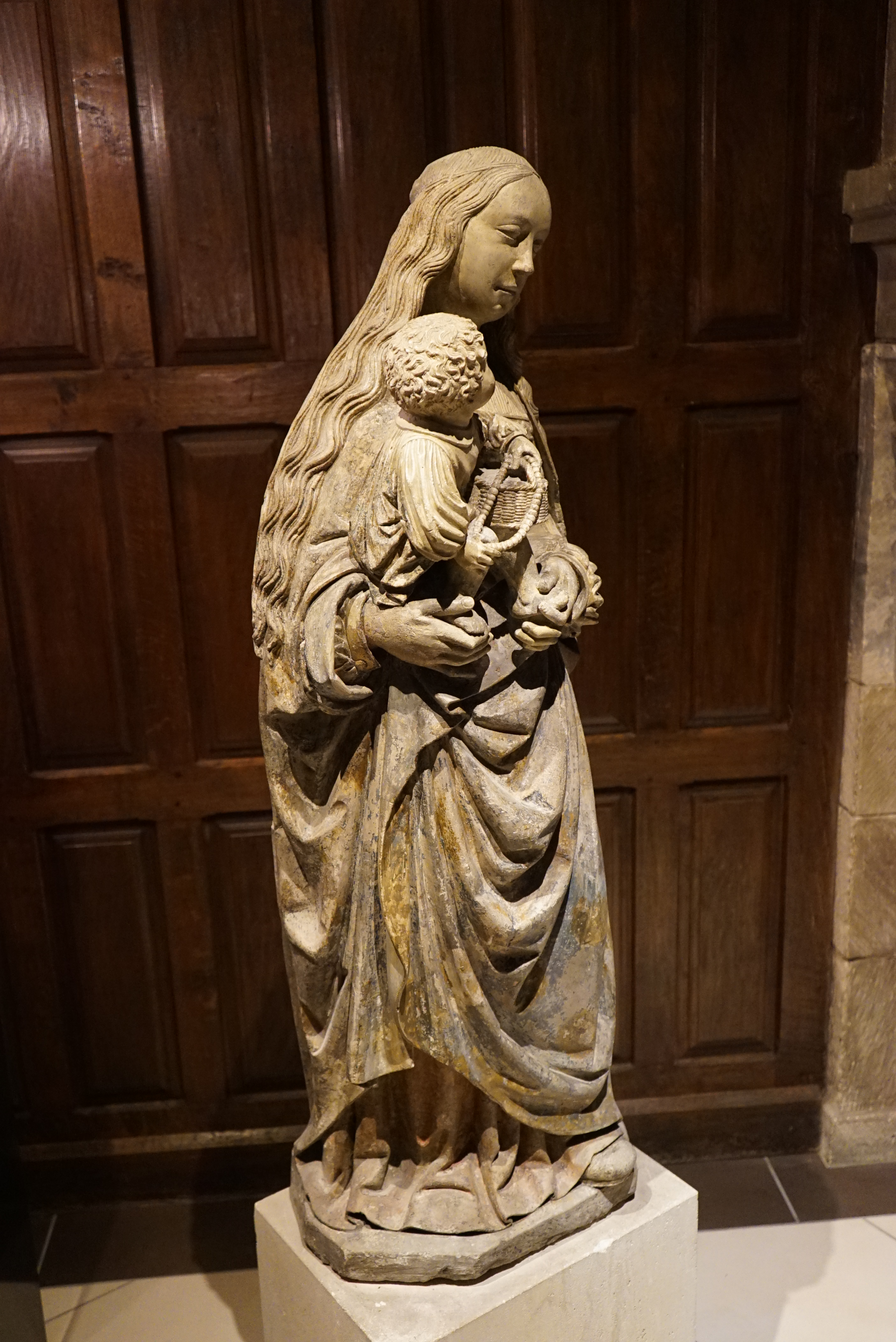
Marie à l'Enfant, XVIe siècle,
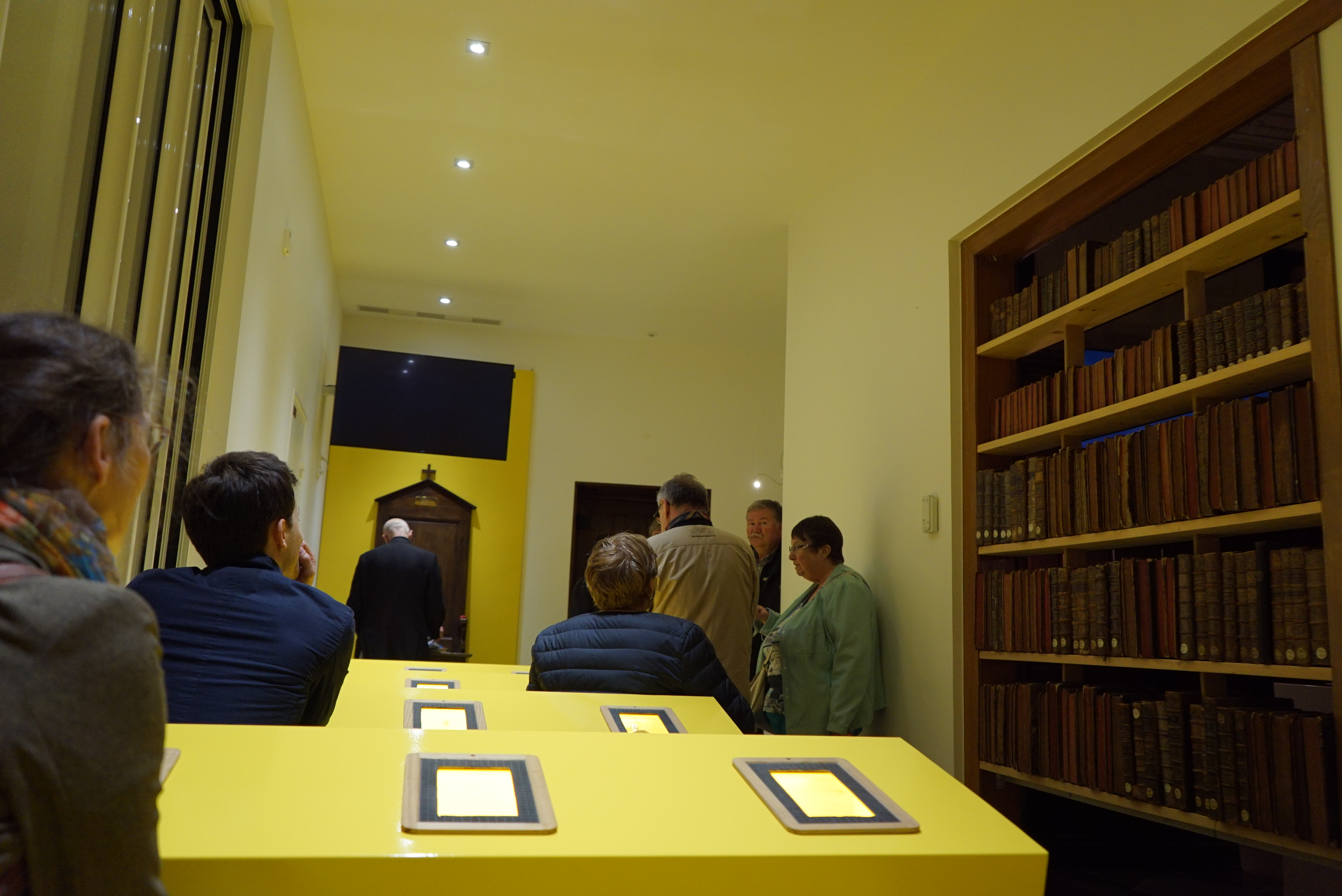
salle de classe reconstituée.